# Jasseron
Jasseron ist eine französische Gemeinde mit 1.900 Einwohnern (Stand 1. Januar 2022) im Département Ain in der Region Auvergne-Rhône-Alpes. Sie gehört zum Kanton Saint-Étienne-du-Bois im Arrondissement Bourg-en-Bresse.

## Geografie
Die Gemeinde Jasseron liegt im Revermont sowie am Fuß des Jura, etwa acht Kilometer östlich von Bourg-en-Bresse. Das Flüsschen Jugnon entspringt hier und durchquert das Gemeindegebiet.
Nachbargemeinden von Jasseron sind Saint-Étienne-du-Bois und Meillonnas im Norden, Drom im Nordosten, Ramasse im Südosten, Ceyzériat im Süden, Saint-Just im Südwesten, Bourg-en-Bresse im Westen und Viriat im Nordwesten.

## Bevölkerungsentwicklung
| Jahr                       | 1962 | 1968 | 1975 | 1982 | 1990 | 1999 | 2011 | 2021 |
| Einwohner                  | 637  | 654  | 716  | 954  | 1079 | 1256 | 1622 | 1861 |
| Quellen: Cassini und INSEE |      |      |      |      |      |      |      |      |

## Sehenswürdigkeiten
- Kirche Saint-Jean-Baptiste
- Schlossruine (Monument historique)

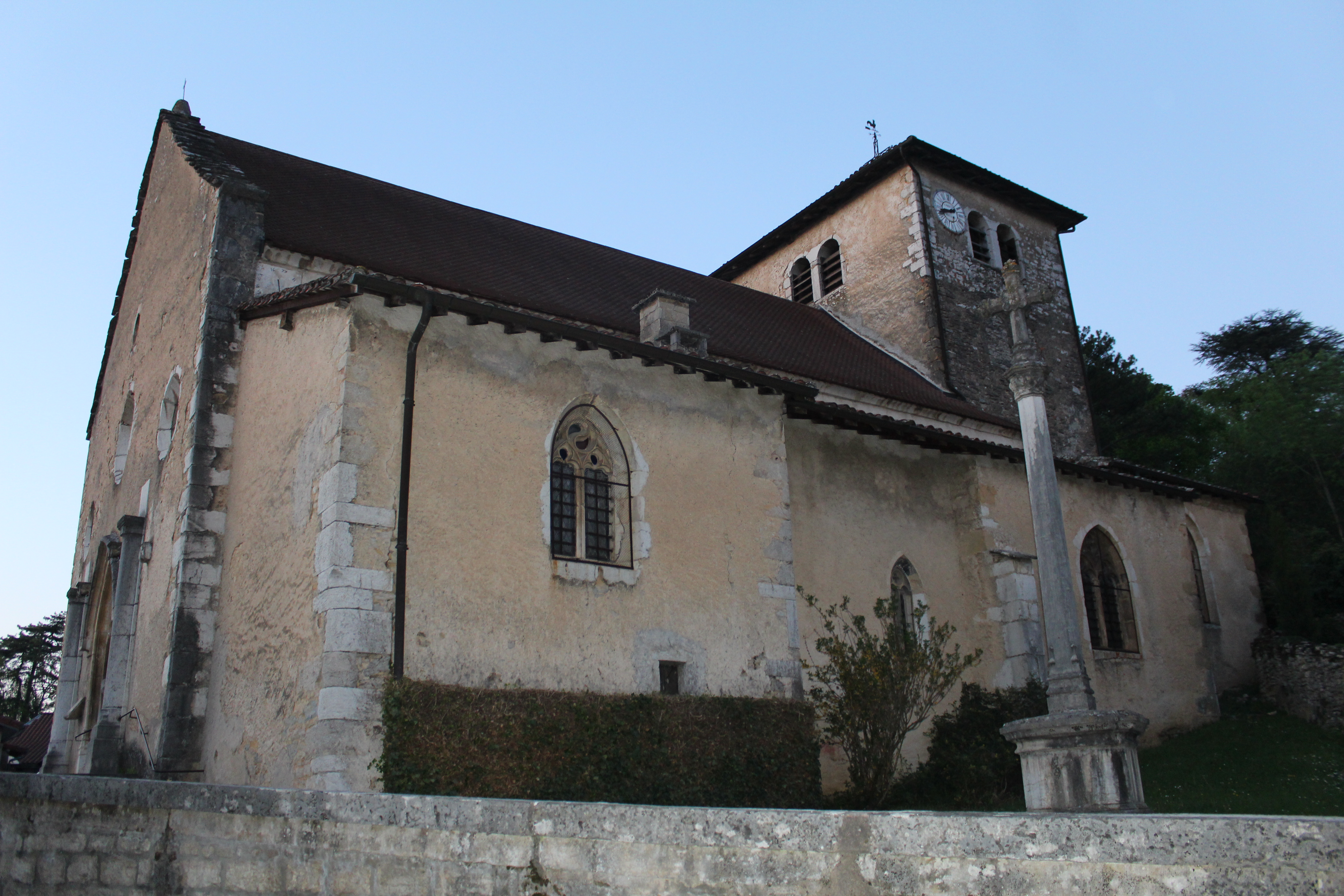
Kirche Saint-Jean-Baptiste
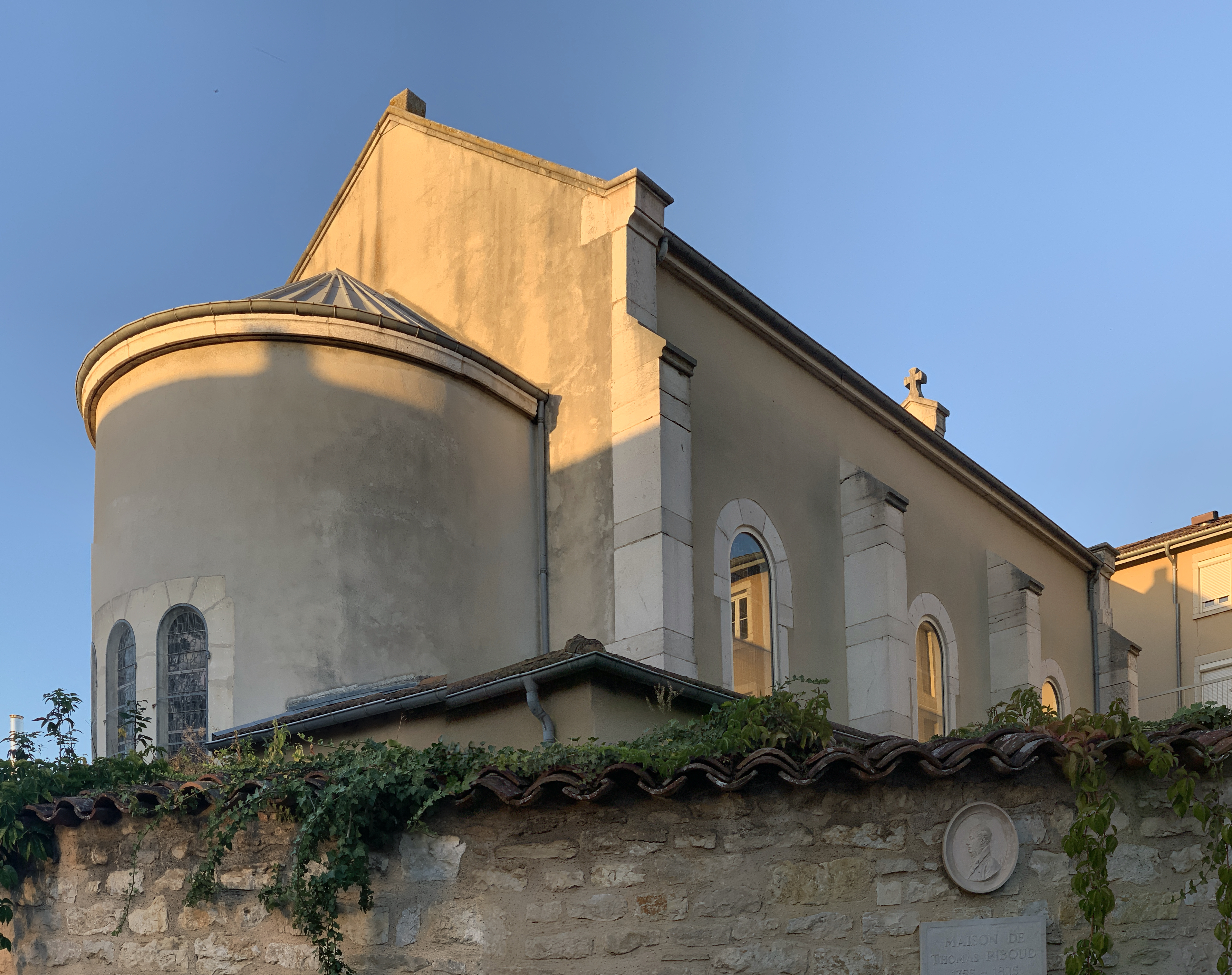
Kapelle Saint-Joseph des Seniorenheims
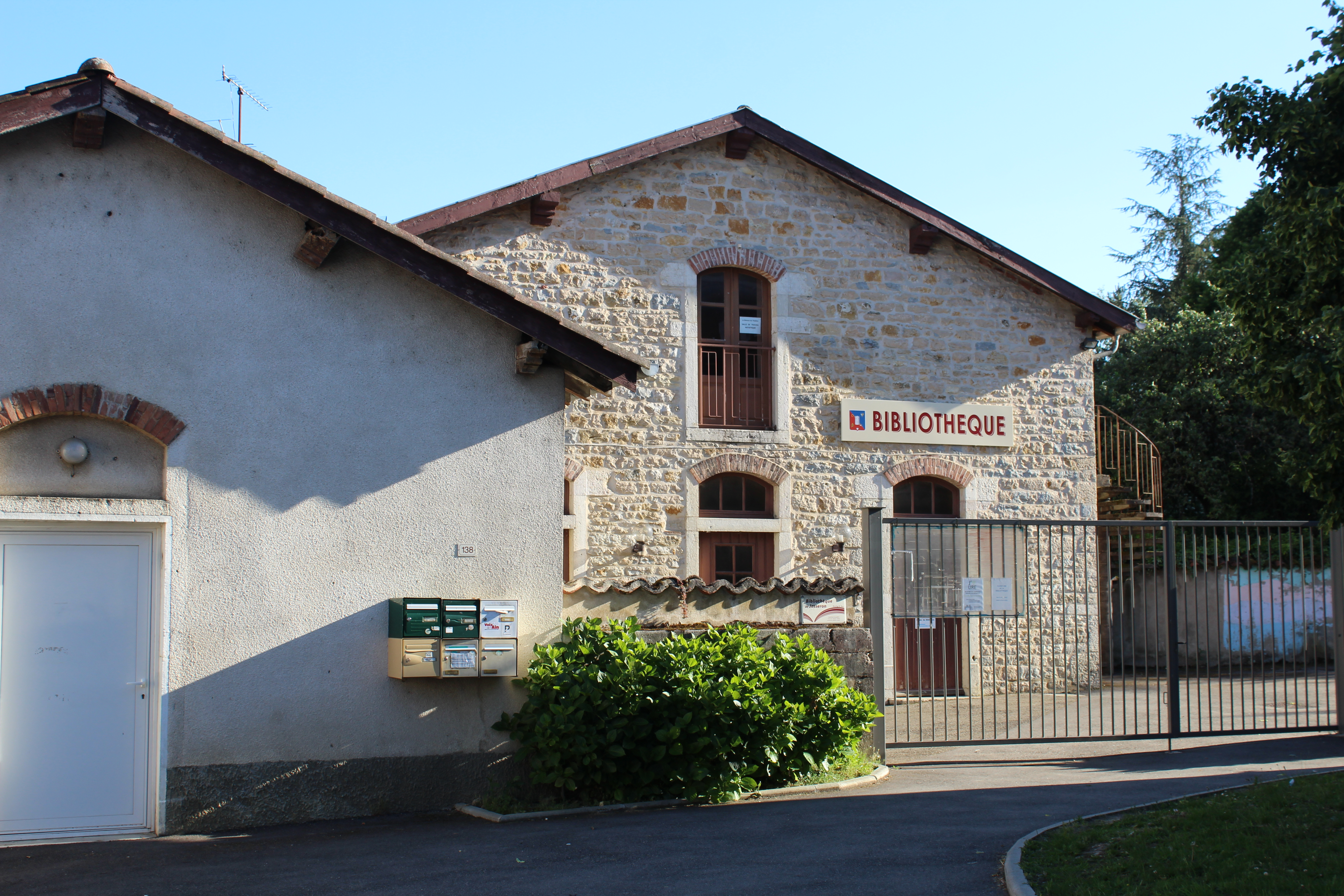
Gefallenendenkmal
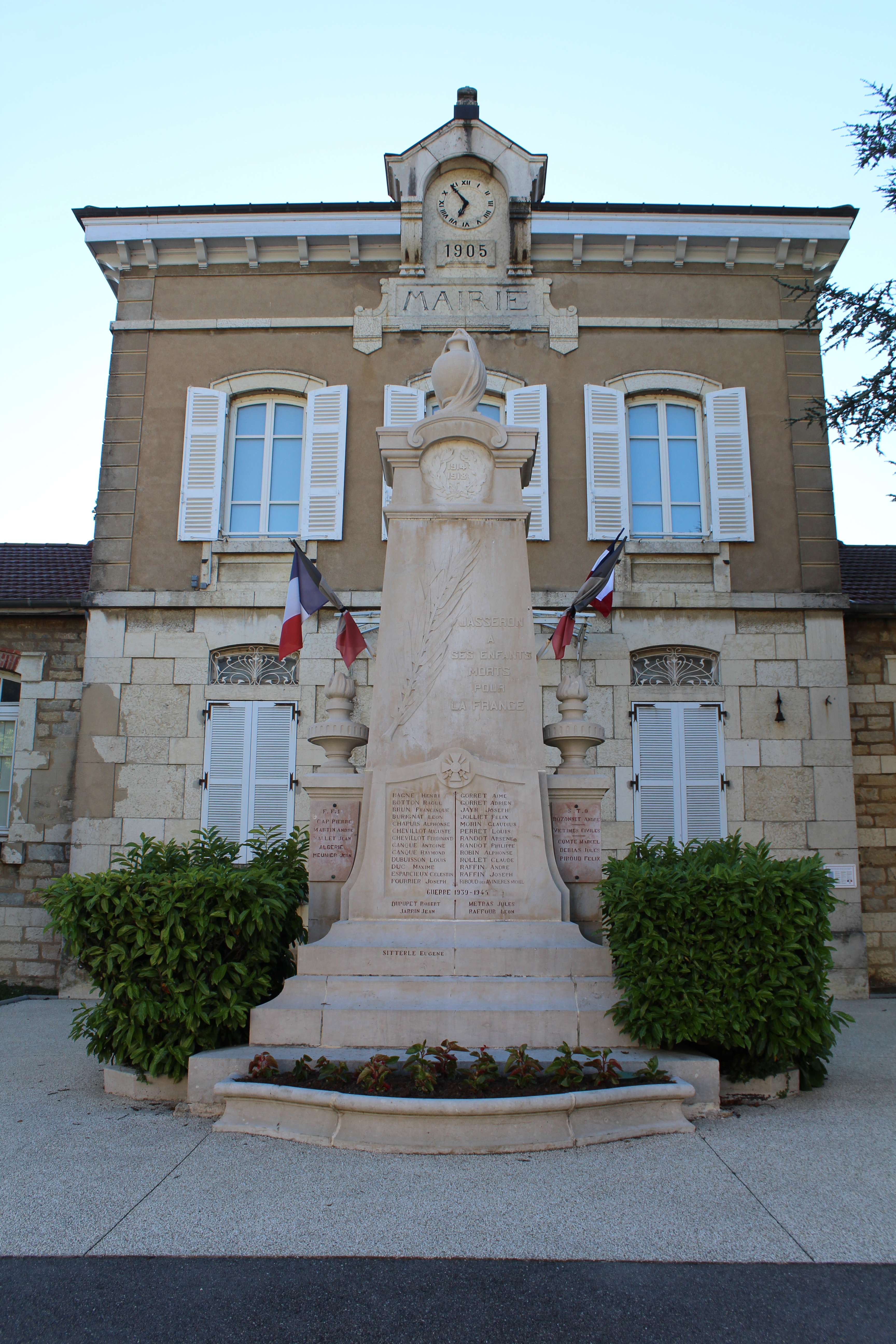
Gefallenendenkmal vor der Schule

## Persönlichkeiten
- Charles-Philippe Robin (1821–1885), Mediziner und Politiker